# Садове (Новостроєвське сільське поселення)
Садове (рос. Садовое) — селище Озерського міського округу, Калінінградської області Росії. Входить до складу Новостроєвського сільського поселення.
Населення —  115 осіб (2015 рік). 

## Населення
| 1818 | 2010 |
| ---- | ---- |
| 224  | ↘115 |